# 紀元前3千年紀
紀元前3千年紀（きげんぜんさんぜんねんき）は、西暦による紀元前3000年から紀元前2001年までを指す千年紀（ミレニアム）である。現在からおよそ4000年〜5000年前に当たる。

## 時代
- 完新世の気候最温暖期が終わりを迎え、以降気温低下が始まる。
- シュメール文明の勃興。メソポタミアのウル、黄金期を迎える  (紀元前25世紀頃）
- インダス文明の形成（紀元前2600年頃)
- 中国、黄河流域で龍山文化、その後二里頭文化、長江流域で石家河文化が栄える。
- 日本、縄文時代中期〜後期。集落が大型化し三内丸山遺跡のような巨大集落が現れた。植林農法の種類もドングリより食べやすいクリに変わり大規模化する。

## できごと
- 紀元前29世紀 - 都市マリの創建（シリア地方)
- エラム諸王国の隆盛（イラン）
- イガゴヨウマツ「メトシェラ」発芽：現在地上に生育する最古の木 (紀元前2700頃)
- 古代エジプト - エジプト初期王朝時代、エジプト古王国
- 紀元前26世紀 - ギザの大ピラミッド完成
- 紀元前25世紀 - アナトリア高原のカマン・カレホユック遺跡で使用痕のある鉄球（ - 紀元前2250年頃）。
- 紀元前23世紀 - インド・ヨーロッパ系民族、最初のギリシア侵攻
- イングランドで第1期ストーンヘンジ完成
- 中央サハラから西アフリカへ大規模な移住
- 夏創建？（紀元前2070年頃 - 紀元前1600年頃）

## 人物
- 紀元前29世紀 - ウル・ナンシェ、ラガシュ王
- 紀元前26世紀 - クフ、エジプト王、ギザのピラミッドを建設
- 紀元前24世紀 - ウルイニムギナ、ラガシュ王「改革者」、現存する最古の成文法作成
- 紀元前22世紀
  - ルガルサッギジ、ウルク王、ウンマ王。ラガシュを征服（紀元前2371年 – 2347年)
  - サルゴン、アッカド王、シュメール王。アッカド・シュメール帝国を建設 (紀元前2371年 – 2316年)
- 紀元前21世紀 - ウル・ナンム、ウル第3王朝を創建（紀元前2112年 – 2095年)

## 発明・発見
- 紀元前30世紀 - アメリカで窯業が発達
- 現在のトルコ、シリアなど、青銅器文明に入る（紀元前3000年頃）
- 紀元前2320年に古代バビロニアで彗星の観測記録がある。最古の彗星観測記録の可能性があるが、不確かである。
- 中央アジアでウマの家畜化
- 中国、青銅器文明に入る。城壁に囲まれた都市。
- ギザの大ピラミッド（紀元前2570年頃）
- シュメールで最初のジグラット建設